# Erick Mendoza
Erick Mendoza (Ibarra, Ecuador; 3 de enero de 2002) es un futbolista ecuatoriano. Juega como delantero y su equipo actual es Delfín Sporting Club de la Serie A de Ecuador.

## Trayectoria
Empezó en las categorías juveniles del equipo gardenio a temprana edad, en 2021 formó parte de la plantilla que jugó en la Segunda Categoría de Ecuador, en la etapa provincial logró el tercer lugar y en la fase nacional consiguió el ascenso de categoría, en la final ante Libertad Fútbol Club se quedó con el subtítulo tras perder en penales. Para 2022 fue ratificado en el equipo que compitió en la Serie B de Ecuador quedando en el tercer lugar, a la siguiente temporada lograría el ascenso a la Primera Categoría Serie A siendo uno de los jugadores más destacados del equipo. Su debut en primera se produjo en el torneo 2024, en dicho año registró su mejor desempeño con el club, jugando en total 26 partidos y anotando 10 goles, nuevamente destacando por sus buenas actuaciones despertó el interés de varios equipos importantes del país. Finalmente en marzo de 2025 se unió a las filas del Delfín Sporting Club de Manta en condición de préstamo por una temporada, el equipo disputó la Primera Categoría A.

## Selección nacional

### Categorías inferiores
Fue convocado para jugar los dos amistosos de la selección preolímpica ante Argentina en diciembre de 2023 en el estadio Ciudad de Caseros y en el predio de la AFA.

## Estadísticas

### Clubes
Actualizado al último partido disputado el 4 de agosto de 2025.
| Imbabura S. C. · Ecuador | 2.ª           | 2022          | 34  | 3  | 0 | 4 | 1 | 0 | — | — | — | 38  | 4  | 0 |
| Imbabura S. C. · Ecuador | 2.ª           | 2023          | 35  | 6  | 1 | — | — | — | — | — | — | 35  | 6  | 1 |
| Imbabura S. C. · Ecuador | 1.ª           | 2024          | 25  | 10 | 1 | 1 | 0 | 0 | — | — | — | 26  | 10 | 1 |
| Imbabura S. C. · Ecuador | Total club    | Total club    | 94  | 19 | 2 | 5 | 1 | 0 | 0 | 0 | 0 | 99  | 20 | 2 |
| Delfín S. C. · Ecuador   | 1.ª           | 2025          | 16  | 8  | 2 | 0 | 0 | 0 | — | — | — | 16  | 8  | 2 |
| Delfín S. C. · Ecuador   | Total club    | Total club    | 16  | 8  | 2 | 0 | 0 | 0 | 0 | 0 | 0 | 16  | 8  | 2 |
| Total carrera            | Total carrera | Total carrera | 110 | 27 | 4 | 5 | 1 | 0 | 0 | 0 | 0 | 115 | 28 | 4 |
| 1.                       |               |               |     |    |   |   |   |   |   |   |   |     |    |   |

### Selección
Actualizado al último partido disputado el 15 de diciembre de 2023.
| Selección       | Año             | Amistosos | Amistosos | Amistosos | Continental | Continental | Continental | Mundial | Mundial | Mundial | Total | Total | Total  | Media goleadora |
| Selección       | Año             | Part.     | Goles     | Asist.    | Part.       | Goles       | Asist.      | Part.   | Goles   | Asist.  | Part. | Goles | Asist. | Media goleadora |
| --------------- | --------------- | --------- | --------- | --------- | ----------- | ----------- | ----------- | ------- | ------- | ------- | ----- | ----- | ------ | --------------- |
| Sub-23          | 2023            | 1         | 0         | 0         | —           | —           | —           | —       | —       | —       | 1     | 0     | 0      | 0               |
| Total selección | Total selección | 1         | 0         | 0         | 0           | 0           | 0           | 0       | 0       | 0       | 1     | 0     | 0      | 0               |